# NGC 3925
NGC 3925是一个位于狮子座的透鏡狀星系和環星系，距离地球3.7亿光年，183年2月19日由海因里希·路易·达雷发现，属于后髮座超星系團。